# Прилепски панаир
Прилепският панаир, или Прилепски панагюр, е търговски панаир, провеждан в миналото в град Прилеп, Вардарска Македония. Възприеман е от съвременниците му като един от трите панаира, заедно с Узунджовския и Ескиджумайския, имащи най-голямо значение за търговската дейност на българите през 70-те години на XIX век.

## Дати на провеждане
В началото на 60-те години на XIX век Прилепският панаир е откриван на 15 август, на християнския празник Успение на Пресвета Богородица и продължава 15 дни или около месец. Според други данни, се е провеждал между 1 и 15 или между 13 и 27 - 28 август (по Григорианския календар). Тези данни преобладават по отношение на втората половина на 60-те години и по-късно.

## Стопанско значение
От сведенията на френския дипломат и пътешественик Еспри-Мари Кузинери, който в края на XVIII или в началото на XIX век се присъединява към керван, пътуващ за Прилепския панаир, може да се съди, че панаирът се е провеждал в края на 18 столетие. Керванът, за който пише Кузинери, се е състоял от 200 коня, пренасящи стоки на Солунски търговци.
През XIX век панаирът в Прилеп е един от най-големите ежегодни панаири в Македония и играе съществена роля във външната търговия на целия регион. В доклад на австро-унгарския консул в Битоля, Франц фон Кнапич от 1876 година се посочва, че „като място за осъществяване на румелийската вътрешна търговия“ заради своя панаир Прилеп е имал първостепенно значение още преди повече от 50 години, т.е. от първата четвърт на XIX век.
В своето развитие панаирът нерядко се сблъсква с противодействието на търговците от Битоля или с изнудванията на влиятелни местни мюсюлмани. През 1851 година битолският австрийски вицеконсул пише, че Прилепският панаир не се е провеждал вече 12 години и се очаква възстановяването му. От 1852 година панаирът започва отново да се провежда.
В 1860 година оборотът на панаира се изчислява между 15 и 18 милиона пиастри, от които около 6 милиона за австрийски и германски стоки, 3 милона за швейцарски изделия, 5 милиона за британски и белгийски, а остатъкът - за френски и османски стоки. През тази година Прилеп е посетен от търговци от Монастир, Солун, Велес и други по-близки или по-далечни градове, включително и от Босна, Северна и Централна Албания, София, Одрин и Пловдив.
Според руския консул в Битоля, Михаил Хитрово, който посещава панаира през 1861 година, това е вторият по значимост панаир в Македония след Серския. На него се търгуват стоки от Австрия, пристигат купувачи от цяла Румелия, Македония и Албания. Продават се и индустриални произведения от Османската империя - само стойността на продадените през 1864 година карловски щамповани изделия е изчислена на 1,5 милиона пиастри. Стоките на панаира се докарват с коне, волски коли, а в по-редки случаи - и с камили. В 1869 година са докарани над 12 000 бали с товари, от които 2650 със стоки от Австро-Унгария на стойност 1 325 000 флорина и около 10 000 от други страни (включително от Османската империя) на стойност 2 500 000 флорина. По-голямата част от купувачите е от Албания.
През 1875 година, която е сред по-неблагоприятните за панаира поради влиянието на размириците в Херцеговина, са доставени стоки от много от по-развитите европейски страни - Великобритания, Франция, Швейцария, Австро-Унгария, Германия, Белгия. Османската империя е представена освен с продукцията на Битолския вилает със стоки от Цариград, Бурса, Самоков, София, Сяр, Призрен, Шкодра, Янина, Търново, Пловдив и Босна.
През 1876 година, поради войната със Сърбия Прилепският панаир няма успех. Австроунгарският консул в Битоля отбелязва, че не са пристигнали купувачи - от околиите на Скопие, София, Ниш, Митровица, Призрен, заради създадената от башибозуците несигурност, а от Албания – заради зачисляването на ежегодните купувачи към различните видове военни части.

## Социална и културна роля
Наред с търговския обмен по време на панаира се осъществяват значими социални контакти. Прилеп е посещаван масово от представители на всички групи от населението в Македония. Руският консул в Битоля Хитрово отбелязва: 
| „ | „Седмица-две преди откриването на панаира пътят от Битоля за Прилеп, има някакъв празничен вид и се оживява от необичайно движение ... цялата Битоля, пашата с целия меджлис (административния съвет), и кадиите, и мюфтиите, и чиновниците с всевъзможни наименования, и консулите, и всички европейци, всички се отправят към Прилеп и Битоля по време на панагира съвършено опустява“. | “ |

 Тази картина се допълва от наблюденията на австро-унгарския консул Кнапич:
| „ | Пъстра тълпа от дошли от близо и далеч българи, гърци, турци, власи и евреи, от албанци - християни и мохамедани, от цигани изпълва уличките и площадите на малкия градец. Жените, които иначе не се появяват на публично място, излизат от кръга на своето уединение, като сами продават произведенията на своя домашен труд... | “ |

Прилепският панаир има отражение върху различни страни от културния живот на местните жители. Както отбелязва Кузман Шапкарев през 1872 година, „Панаирът е причина за разпространението на модите в овой град“.
Посетителите на Прилепския панаир общуват духовно, разискват политически и културно-просветни въпроси. Преди и по време на панаира се провеждат редица културно-просветни прояви, извършва се търговия на книжарски стоки, включително и на български учебници, уславят се учители. През 1868 година, от 1 до 15 август се изнасят вечерни просветни беседи, в които взимат участие български учители и обществени дейци както от града, така и от Битоля и Велес. Христо Шалдев определя тези събития като „първата конференция на българското учителство в Македония“, последвана от учителския събор от август 1871 година.
През 1870 година по време на панаира работят четири книжарници. В 1875 година на Прилепския панаир са извършени продажби на книги на турски, гръцки и български език на стойност около 400-500 турски лири.